# Finn női kézilabda-bajnokság (első osztály)
Az SM-Sarja a legmagasabb osztályú finn női kézilabda-bajnokság. A bajnokságot 1946 óta rendezik meg. Jelenleg hat csapat játszik a bajnokságban, a legeredményesebb klub az IFK Helsinki, a címvédő az IFK Grankulla.

## Kispályás bajnokságok
| Év   | 1. hely                                           | 2. hely                                           | 3. hely                                           |
| ---- | ------------------------------------------------- | ------------------------------------------------- | ------------------------------------------------- |
| 1946 | IFK Helsinki                                      | Ekenäs IF                                         |                                                   |
| 1947 | Hangö IK                                          | Arsenal Helsinki                                  |                                                   |
| 1948 | —                                                 |                                                   |                                                   |
| 1949 | IFK Helsinki                                      | Hangö IK                                          |                                                   |
| 1950 | IFK Helsinki                                      | Union Helsinki                                    | Arsenal Helsinki                                  |
| 1951 | KaPo Helsinki                                     | IFK Helsinki                                      | Union Helsinki                                    |
| 1952 | IFK Helsinki                                      | KaPo Helsinki                                     |                                                   |
| 1953 | KaPo Helsinki                                     | IFK Helsinki                                      | Union Helsinki                                    |
| 1954 | KaPo Helsinki                                     | Union Helsinki                                    | IFK Helsinki                                      |
| 1955 | KaPo Helsinki                                     | IFK Helsinki                                      | Union Helsinki                                    |
| 1956 | IFK Helsinki                                      | KaPo Helsinki                                     | Union Helsinki                                    |
| 1957 | IFK Helsinki                                      | Esbo IF                                           | KaPo Helsinki                                     |
| 1958 | IFK Helsinki                                      | Pargas IF                                         |                                                   |
| 1959 | IFK Helsinki                                      | KaPo Helsinki                                     | Hangö IK                                          |
| 1960 | IFK Helsinki                                      | Haukat Helsinki                                   | Pargas IF                                         |
| 1961 | IFK Helsinki                                      | KaPo Helsinki                                     | Pargas IF                                         |
| 1962 | IFK Helsinki                                      | KaPo Helsinki                                     | Esbo IF                                           |
| 1963 | IFK Helsinki                                      | KaPo Helsinki                                     | Haukat Helsinki                                   |
| 1964 | IFK Helsinki                                      | Haukat Helsinki                                   | KaPo Helsinki                                     |
| 1965 | Haukat Helsinki                                   | IFK Helsinki                                      | Esbo IF                                           |
| 1966 | Haukat Helsinki                                   | IFK Helsinki                                      | Pargas IF                                         |
| 1967 | IFK Helsinki                                      | Pargas IF                                         | Sparta Helsinki                                   |
| 1968 | Pargas IF                                         | IFK Helsinki                                      | Esbo IF                                           |
| 1969 | IFK Helsinki                                      | Pargas IF                                         | Sparta Helsinki                                   |
| 1970 | IFK Helsinki                                      | Sparta Helsinki                                   | KaPo Helsinki                                     |
| 1971 | Haukat Helsinki                                   | Sparta Helsinki                                   | IFK Helsinki                                      |
| 1972 | IFK Helsinki                                      | Haukat Helsinki                                   | Esbo IF                                           |
| 1973 | Haukat Helsinki                                   | IFK Helsinki                                      | Ekenäs IF                                         |
| 1974 | Haukat Helsinki                                   | IFK Helsinki                                      | RPL Riihimäki                                     |
| 1975 | Haukat Helsinki                                   | IFK Helsinki                                      | RPL Riihimäki                                     |
| 1976 | Sjundeå IF                                        | RPL Riihimäki                                     | Haukat Helsinki                                   |
| 1977 | Sjundeå IF                                        | RPL Riihimäki                                     | Haukat Helsinki                                   |
| 1978 | Sjundeå IF                                        | RPL Riihimäki                                     | IFK Helsinki                                      |
| 1979 | Sjundeå IF                                        | IFK Helsinki                                      | HC-78 Helsinki                                    |
| 1980 | IFK Helsinki                                      | Sjundeå IF                                        | IFK Grankulla                                     |
| 1981 | Drumsö IK                                         | IFK Helsinki                                      | IFK Grankulla                                     |
| 1982 | Drumsö IK                                         | Kronohagens IF                                    | IFK Helsinki                                      |
| 1983 | Drumsö IK                                         | IFK Helsinki                                      | Atlas Vantaa                                      |
| 1984 | IFK Helsinki                                      | Drumsö IK                                         | Kronohagens IF                                    |
| 1985 | Drumsö IK                                         | IFK Helsinki                                      | Atlas Vantaa                                      |
| 1986 | Drumsö IK                                         | ÅIFK Turku                                        | IFK Helsinki                                      |
| 1987 | Drumsö IK                                         | IFK Helsinki                                      | ÅIFK Turku                                        |
| 1988 | ÅIFK Turku                                        | Drumsö IK                                         | IFK Helsinki                                      |
| 1989 | ÅIFK Turku                                        | Kronohagens IF                                    | Drumsö IK                                         |
| 1990 | ÅIFK Turku                                        | Drumsö IK                                         | Kronohagens IF                                    |
| 1991 | Drumsö IK                                         | Kronohagens IF                                    | ÅIFK Turku                                        |
| 1992 | Kronohagens IF                                    | Drumsö IK                                         | Pargas IF                                         |
| 1993 | Kronohagens IF                                    | Pargas IF                                         | Drumsö IK                                         |
| 1994 | Drumsö IK                                         | Kronohagens IF                                    | IFK Grankulla                                     |
| 1995 | Drumsö IK                                         | IFK Helsinki                                      | Sparta Helsinki                                   |
| 1996 | IFK Helsinki                                      | Sparta Helsinki                                   | Drumsö IK                                         |
| 1997 | Sparta Helsinki                                   | IFK Helsinki                                      | Drumsö IK                                         |
| 1998 | Sparta Helsinki                                   | Drumsö IK                                         | IFK Helsinki                                      |
| 1999 | Sparta Helsinki                                   | Drumsö IK                                         | IFK Helsinki                                      |
| 2000 | Sparta Helsinki                                   | Drumsö IK                                         | Sjundeå IF                                        |
| 2001 | Sparta Helsinki                                   | IFK Helsinki                                      | Drumsö IK                                         |
| 2002 | Sparta Helsinki                                   | IFK Helsinki                                      | IFK Helsinki II.                                  |
| 2003 | Sparta Helsinki                                   | IFK Helsinki                                      | Drumsö IK                                         |
| 2004 | IFK Helsinki                                      | BK-46 Karis                                       | Sjundeå IF                                        |
| 2005 | IFK Helsinki                                      | BK-46 Karis                                       | Sjundeå IF                                        |
| 2006 | IFK Helsinki                                      | Sjundeå IF                                        | BK-46 Karis                                       |
| 2007 | IFK Helsinki                                      | Sparta Helsinki                                   | ÅIFK Turku                                        |
| 2008 | IFK Helsinki                                      | Sjundeå IF                                        | BK-46 Karis                                       |
| 2009 | IFK Grankulla                                     | IFK Helsinki                                      | Sparta Helsinki                                   |
| 2010 | IFK Helsinki                                      | Sjundeå IF                                        | IFK Grankulla                                     |
| 2011 | Sparta Helsinki                                   | IFK Helsinki                                      | Sjundeå IF                                        |
| 2012 | IFK Helsinki                                      | IFK Grankulla                                     | Sparta Helsinki                                   |
| 2013 | IFK Helsinki                                      | IFK Grankulla                                     | BK-46 Karis                                       |
| 2014 | IFK Helsinki                                      | Drumsö IK                                         | Sjundeå IF                                        |
| 2015 | Drumsö IK                                         | IFK Helsinki                                      | Sjundeå IF                                        |
| 2016 | Drumsö IK                                         | IFK Helsinki                                      | Sparta Helsinki                                   |
| 2017 | Drumsö IK                                         | IFK Helsinki                                      | Sjundeå IF                                        |
| 2018 | Drumsö IK                                         | IFK Helsinki                                      | BK-46 Karis                                       |
| 2019 | IFK Helsinki                                      | Drumsö IK                                         | Sjundeå IF                                        |
| 2020 | A koronavírus-járvány miatt nem avattak bajnokot. | A koronavírus-járvány miatt nem avattak bajnokot. | A koronavírus-járvány miatt nem avattak bajnokot. |
| 2021 | Drumsö IK                                         | IFK Helsinki                                      | IFK Grankulla                                     |
| 2022 | Drumsö IK                                         | IFK Grankulla                                     | IFK Helsinki                                      |
| 2023 | IFK Grankulla                                     | Drumsö IK                                         | IFK Helsinki                                      |
| 2024 | IFK Grankulla                                     | IFK Helsinki                                      | Drumsö IK                                         |
| 2025 | IFK Grankulla                                     | IFK Helsinki                                      | Drumsö IK                                         |

## Lásd még
- Finn férfi kézilabda-bajnokság (első osztály)